# Маслов Володимир Петрович
Володимир Петрович Маслов  (14 квітня 1925, село Красна Гора, Белебеївський район, Башкирська АРСР — 28 вересня 1988) — радянський воєначальник, командувач Тихоокеанським флотом (11 вересня 1974 — 31 серпня 1979), адмірал (29 квітня 1975). Кандидат в члени ЦК КПРС (1976—1981), депутат Верховної Ради РРФСР.

## Освіта
Закінчив Московську військово-авіаційну школу механіків (1942—1945), Вище військово-морське училище імені М. В. Фрунзе (1946—1950), Вищі спеціальні офіцерські класи ВМФ (1955—1956), Військову академію Генерального штабу Збройних Сил (1964—1966).
Помічник старшого техніка штурмового авіаційного полку (1945), командир мінно-торпедної бойової частини, старший помічник командира (1951—1955), командир підводного човна (1956—1957), начальник штабу (1958—1960), командир (1961) бригади підводних човнів, командир 11-ї дивізії підводних човнів (1966—1967) Північного флоту, 1-й заступник командувача (вересень 1968 р. — вересень 1974 р.), командувач (11 вересня 1974 р. — 31 серпня 1979 р.) Тихоокеанським флотом, заступник Головнокомандувача Об'єднаними Збройними Силами Організації Варшавського Договору по ВМФ (1 вересня 1979 р. — 22 квітня 1983 р.).

## Нагороди
Нагороджений орденами Леніна, Жовтневої Революції, Вітчизняної війни I ступеня, Червоної Зірки, «За службу Батьківщині у Збройних Силах СРСР» III ступеня.

## Трівія
За спогадами старожилів рідного села адмірала Красна Гора, він з дитинства мріяв стати моряком, борознити морські простори.
Похований у Москві на Новокунцевському кладовищі.